# قصوان كرمي
قصوان كرمي (الاسم العلمي:Cirsium vinaceum) هو نوع من النباتات يتبع جنس القصوان من الفصيلة النجمية.